# Michael Kuczmann
Michael Kuczmann (* 27. März 1993 in Leverkusen) ist ein deutscher Basketballspieler.

## Laufbahn
Der Sohn der Basketballnationalspieler Maria und Achim Kuczmann spielte in der Jugend des TSV Bayer 04 Leverkusen und schaffte über die U19-Bundesliga NBBL 2011 den Sprung in die Herrenmannschaft der Rheinländer.
Im Spieljahr 2012/13 stieg der 1,93 Meter große Aufbau- und Flügelspieler mit Leverkusen (trainiert von seinem Vater Achim) als Meister der 2. Bundesliga ProB in die 2. Bundesliga ProA auf. Bis 2016 blieb Kuczmann mit Bayer in der zweithöchsten deutschen Spielklasse und blieb dem Verein auch nach dem Abstieg in die 2. Bundesliga ProB treu. Im Spieljahr 2018/19 gewann er mit den Rheinländern den Meistertitel in der 2. Bundesliga ProB. Er erzielte im Saisonverlauf 6,2 Punkte je Begegnung. Im Juni 2020 verlängerte Kuczmann sein auslaufendes Arbeitspapier bei den „Riesen vom Rhein“ um eine weitere Saison. Nach dem Ende der Saison 2020/21 verließ er die Leverkusener Mannschaft und zog sich aus dem Leistungsbasketball zurück.